# Jean Lecanuet
Jean Adrien François Lecanuet (Rouen, 4 marzo 1920 – Neuilly-sur-Seine, 22 febbraio 1993) è stato un politico francese.

## Biografia
Nel 1942 consegue la laurea in filosofia ed a partire dallo stesso anno diviene professore ordinario della stessa materia negli atenei di Lilla e Douai: è il più giovane docente universitario della storia francese. Nel 1943 entra nella alla Resistenza: catturato dai nazisti, riesce a fuggire dal campo di concentramento in cui è rinchiuso e si rifugia Bruxelles per poi tornare in patria nel marzo del 1945.
In quegli anni aderisce al Movimento Repubblicano Popolare (MPR) e nel 1945 diviene ispettore generale del Ministero dell'Industria. Durante la Quarta Repubblica francese è direttore di gabinetto in dicasteri diversi (Informazione, Marina mercantile, Economia, Finanze, Tesoro, Interno, ecc.) e nel 1956 è per pochi mesi segretario di Stato. Eletto deputato nel 1951, è battuto nel 1956, ma tre anni dopo è eletto senatore. Lascia il Senato nel 1973 perché eletto deputato, ma vi farà ritorno nel 1979.
Dal 1963 al 1965 è presidente dell'MRP; sempre nel 1965, dopo aver avuto il sostegno di Paul Reynaud e di altri esponenti centristi, si candida alle elezioni presidenziali. Il suo volto giovanile e sorridente gli guadagna un consenso inatteso da parte dell'elettorato moderato, e ottiene il 15,57% dei voti al primo turno, arrivando terzo. Escluso dal ballottaggio, al secondo turno invita i suoi elettori a votare per Charles De Gaulle contro François Mitterrand. In seguito entra in rotta con il suo partito e nel 1966 abbandona l'MRP ormai declinante.
Per Jean Lecanuet prende il via un periodo d'irrequietezza politica: nel 1966 fonda il Centro Democratico, partito che ha scarso successo; nel 1968 viene eletto sindaco di Rouen; nel 1972 crea insieme all'ex radicale Jean-Jacques Servan-Schreiber il Movimento riformatore (che nel 1974 sarà il più fedele sostenitore della candidatura di Valéry Giscard d'Estaing alla Presidenza della Repubblica), ed infine nel 1975 aderisce all'Unione per la Democrazia Francese, di cui è presidente dal 1978 al 1988.
Dal maggio 1974 all'agosto 1976 è guardasigilli, ministro della Giustizia nel primo governo di Jacques Chirac. Nel successivo governo di Raymond Barre sarà per pochi mesi ministro per il Piano e per l'Organizzazione del territorio. In ambedue le esperienze ministeriali ha per molto tempo anche il rango di ministro di Stato Dal 1979 al 1989 è anche parlamentare europeo.
Nel marzo 1986 il suo nome circola con insistenza come ministro degli Affari esteri nel governo di coabitazione che Jacques Chirac è incaricato di formare dal presidente della Repubblica François Mitterrand, ma l'ipotesi è scartata da quest'ultimo, essendo contrario alla nomina di un capopartito a un incarico che, per via del demain partagé previsto in materia di politica estera dalla Costituzione della Quinta Repubblica, interagisce con i poteri dell'Eliseo.
A causa delle sue cattive condizioni di salute, nell'ottobre 1992 deve rinunciare a candidarsi alla presidenza del Senato, favorendo l'elezione del liberale René Monory. Appare per l'ultima volta in pubblico nel settembre 1992, in occasione di una manifestazione per il voto favorevole al referendum sull'approvazione del Trattato di Maastricht.

## Mandati locali
Dal 1968 e fino alla morte è sindaco di Rouen e presidente del consiglio generale della Seine-Maritime.